# Вотивна двоколица из Станичења
Вотивна двоколица из Станичења је археолошки артефакт, откривен након заштитних археолошких ископавања 2013. године због изградње аутопута Ниш-Димитровград, на раније већ истраживаном, археолошком локалитету Станичење-Мађилка у атару села Станичење код Пирота. Двоколица луксузне израде, као први налаз те врсте на простору Србије, ископана је на овом локалитет у једној погребној хумци. Чине је остаци гвоздене и месингане оплате са дрвених кола, поред којих су пронађене кости животиња (два коња). Овај веома занимљив и редак налаз погребне двоколице на територији Србије, вероватно датира с краја 1. и почетка 2. века. Артефакт је након интердисциплинарних истраживања, студиозне конзервације и 3Д анимације српских стручњака, реконструисан и претворен у реплику самих кола.

## Историја двоколица и њихова намена
Према ранијим налазима, најранија појава запрежних кола у Европи и Азији везује се за  другу половинау четвртог миленијума пре нове ере. Употреба животиња за вучу запрежних кола и плугова у ергономском и и технолошком смислу, била је у том историјсаком раздобљу симбол друштвене моћи. Њихова појава као револуционарног превозног средства била је релативно нагла, и широко распрострањена неколико стотина година дуж Европе, од Медитерана до Балтика и од Урала до Атлантика у периоду између 3500. — 3300. године пре нове ере.
Примитивна и тешка кола са четири точка најпре су вукла говеда, да би са развојем технологије и нових идеја настала конструкција кола у раноримском периоду са два точка, која су могла да вуку мазге и коњи. Тако је у римско доба, све више коришћена лака двоколица отворена са предње стране намењена превозу једне или две особе. Било је то најбрже средство међу свим античким возилима, за брз и удобан превоз људи и терета на кратким и дугим путовањима. За њихову вучу коришћене су мазге и Трачански коњи.
Двоколце су првобитно биле намењене за учешће у рату, све до око 2. века п. н. е. У мирноодопским условима оне су коришћене, за активности попут лова, спорта, обичног превоза — када је брзина била битнија од од количине терета који се може превести.
Погребна двоколица
Након што су престале да се користе, за ратне намене двоколица је служиле и за погребни укоп ратника или други значајних људи у старим културама. 
Да је њихова примена била раширена у 2. и 1. веку п. н. е. утврђено је на основу археолошких открића (из овог периода) — закопаних тела ратника и два коња, као и препознатљиви облик точкова двоколица, на које је ратник пре сахране био положен. Из ових открича може се закључити да су двоколице играле битну улогу у животима и погребним ритуалима (претежно познатијих и имућнији) становника широм Евроазије.
Најранија двоколица пронађена на неком археолошком локалитету су погребне двоколице, (сличне овој из Станичења), из места Андронова у данашњем Казахстану, које су направљене 2000. године п. н. е. Двоколице су припадале Синташа-Петровка прото-индоевропској култури. Ова култура је наследница раније Јамна култура у којој су направљена снажна утврђења, обављана бронзана металургија у великом обиму, као и погребни ритуали познати из Ригведе и Авесте (индијски митолошко-филозофски записи из дубоке старине). Пронађене погребне двоколице из Казахстана су, као и оне из других крајева Европе имале точкове са пречкама.

## Археолошка и етничка карта области, историјски оквир и датовање двоколице
У периоду од 5. до краја 1. миленијума пре нове ере, долине реке Нишаве била је једна од најважнијих комуникација која је Поморавље повезивала са централним балканским регионом на истоку. У овој области евидентиране су бројне локације из бакарног, бронзаног, гвозденог доба и из ранохришћанског период. 
Историјски извори o територијалној расподеле старобалканских племена и археолошки подаци о начину сахране указују на то да се у подручјима источног дела Балканског полуострва у преримска и раном римском добу углавном практикована спаљивање и неретко ахрањивање испод хумуке са или без кола и коња. Сахрањивање покојника са високом државном функцијом у гробницама испод хумука са једним или два коња документовано је на више секуларних споменика између
5. и 3. века п. н. е. (за неке је утвршено да су имале функцију храма за побожног краља), у близини Казанлака у централној Бугарској. 
Вотивна двоколица из Станичења данас спада у открића погребних двоколица новијег датума, чије порекло се везује за крај 1. века п. н. е. и почетак 2. века н. e. Апсолутни датум је добијен методом радиокарбонског мерења узорка дуге кости једне од закопаних животиња што указује да је са 95,4% вероватноћа за период од 60 година. пре нове ере и 140 година. нова ера, а са 61,1% да се ради о крају првог века нове ере, односно 90-те године нове ере.
Резултати налаза поклапају се са претходним налазима који указују на то да су током периода од краја првог века пре нове ере па до краја другог века наше ере трачке аристократе одржале добар економски положај захваљујући сарадњи са римским властима. Због привилегија и богатства поглавари су могли приуштити богате сахране у великом тумулима. Недавни бројни налази у Тракији указују на то да се владајући слој уобичајено сахрањивао у богато украшеним двоколицама са коњима који су посебно одгајани за јахање и упрезање. Такође, откривено је да су се богати Трачани сахрањени тако што се покојник претходно држао три дана на отвореном и оплакивао.
Коњска запрега и кола углавном су укопавана ван хумке у непосредној близини гробнице племенских старешина и аристроката а ређе у самој хумци.

## Положај археолошког локалитета на коме је откривена двоколица
Археолошком локалитет на коме је ископана вотивна двоколица, коју први помињу М. и Д. Гарашанин као тумул који је лоциран на око 1 км северозападно од железничке станице у Станичењу, налази се на простору Станичење—Мађилка на речној тераси десне обале Нишаве у атару села Станичење код Пирота (југоисточна Србија). Назив локалитета потиче од топонима (Мађилка) који носи шири потез јужних падина брда Дел (596 м) код села Црвенчево у околини Пирота. Само налазиште представљ узвишење надморске висине од 356 до 652 метара, које се у односу на околне терене са јужне стране издиже око 5,5 м,, са северне око 1 метар. Основа узвишења била је приближно кружна и заузимала је површину од око 40 х 40 метара. 
Узвишење је највероватније у прошлости носило одређено културно значење за локално становништво и вероватно је предствљало ознаку територијалности и права на земљу.
Географски положај и културолошки аспект хумке на древном путу, којим се комуникацирало долином реке Нишаве, симболично је означио границу између два света. У том контексту, треба схватитити положај овог археолошки локалитет и повезати га са симболом моћи и престижа владајуће аристократије током успостављања Римског царства на централном делу Балканског полуострва.

## Археолошка истраживања локалитета
Према подацима из архива Народног музеја у Нишу и опсервације на терену потврђено је да је налазиште истраживано у три наврата. 
- Прво истраживање је обављено пре Другог светског рата 1935. године. Овом приликом пронађени су налази из старијег гвозденог доба, који су због поћара у Народном музеју у Нишу изгубљени током Другог светског рата.[4]
- Друго истраживање обављено је седамдесетих година 20. века, али подаци у стручној литеаратури о овом истраживању недостају.
- Треће истраживање обављено је 2013. године, од стране републичког завода за заштиту споменика култруре, а пшотом и 2014. године од стране Археолошког института у Београду, због изградње аутопута Ниш—Димитровград.